# Captura d'electrons dobles

Els diagrames de Feynman de primer ordre per a la captura d'electrons. Un electró interacciona amb un quark up mitjançant un bosó W mediador per produir un quark down i un neutrino.

La captura d'electrons dobles és un mode de desintegració d'un nucli atòmic. Per a un nuclid ( A, Z) amb un nombre de nucleons A i nombre atòmic Z, la captura d'electrons dobles només és possible si la massa del nuclid ( A, Z−2) és menor.
En aquest mode de desintegració, dos dels electrons orbitals són capturats mitjançant la interacció feble de dos protons del nucli, formant dos neutrons (en el procés s'emeten dos neutrins). Com que els protons es canvien en neutrons, el nombre de neutrons augmenta en dos, mentre que el nombre de protons Z disminueix en dos i el nombre de massa atòmica A es manté sense canvis. Com a resultat, en reduir el nombre atòmic en dos, la captura d'electrons doble transforma el nuclid en un element diferent.
Exemple:
| 130 56Ba | + | 2e− | → | 124 54Xe | + | 2νe |

## La raresa
En la majoria dels casos, aquest mode de decadència està emmascarat per altres modes més probables que impliquen menys partícules, com ara la captura d'un sol electró. Quan tots els altres modes estan "prohibits" (fortement suprimits) la captura d'electrons dobles es converteix en el principal mode de decadència. N'hi ha 34 nuclis naturals que es creu que experimenten una captura d'electrons dobles, però el procés s'ha confirmat mitjançant l'observació en la desintegració de només tres nuclids: 78
36Kr, 124
54Xe i 130
56Ba.
Una de les raons és que la probabilitat de captura d'electrons dobles és estupendment petita; les vides mitjanes d'aquest mode se situen molt per sobre de 1020 anys. Una segona raó és que les úniques partícules detectables creades en aquest procés són els raigs X i els electrons Auger que són emesos per la capa atòmica excitada. En el rang de les seves energies (~ 1-10 keV), el fons sol ser alt. Per tant, la detecció experimental de la captura d'electrons dobles és més difícil que la de la doble desintegració beta.
La captura d'electrons dobles pot anar acompanyada de l'excitació del nucli fill. La seva desexcitació, al seu torn, va acompanyada d'una emissió de fotons amb energies de centenars de keV.

## Modes amb emissió de positrons
Si la diferència de massa entre els àtoms mare i fill és superior a dues masses d'un electró (1,022 MeV), l'energia alliberada en el procés és suficient per permetre un altre mode de desintegració, anomenat captura d'electrons amb emissió de positrons. Es produeix juntament amb la captura d'electrons dobles, la seva relació de ramificació depèn de les propietats nuclears.
Quan la diferència de massa és superior a quatre masses d'electrons (2,044 MeV), es permet el tercer mode, anomenat desintegració de positrons dobles. Només sis núclids naturals (78Kr, 96Ru, 106Cd, 124Xe, 130Ba i 136Ce) més el 148Gd i el 154Dy no primordials poden decaure energèticament mitjançant aquests tres modes simultàniament.